# Подчашинський Дем'ян Олексійович
Подчашинський Дем'я́н Олексі́йович (21 лютого 1969 — 27 серпня 2023) — сержант Збройних Сил України, учасник російсько-української війни з 2022 року.

## Життєпис
Народився в селі Медвідка Вінницької області. Закінчив місцеву школу, навчався у Вінницькому училищі №5. Після навчання був призваний на строкову службу в армії. Потім працював охоронцем на підприємстві «Вінницяоблводоканал». 
26 лютого 2022 року Дем’яна призвали до лав ЗСУ задля забезпечення цілостності України. Він був сержантом, майстром 2-го ремонтного відділення бронетанкової техніки ремонтного взводу бронетанкового озброєння і техніки ремонтної роти бронетанкового озброєння і техніки ремонтно-відновлювального батальйону.
Захисник перебував на Херсонському напрямку. Під час військової служби перехворів на пневмонію. У січні 2023-го повернувся додому. Після діагностики лікарі поставили онкологічний діагноз. Захворювання пов'язане з проходженням військової служби. Дем'ян помер 27 серпня 2023 року.
У Дем'яна Подчашинського залишилися дві доньки, батьки та сестра.
28 серпня 2023 р. Церемонія прощання з воїном відбулася в клубі села Медвідка, похований на сільському кладовищі.

## Вшанування
1 травня 2024 року на сесії селищної ради депутати затвердили перейменування вулиць, провулків, населених пунктів на території Стрижавської селищної територіальної громади, серед яких і колишня вулиця Пушкіна, яка нині має назву — вулиця Дем'яна Подчашинського, на честь загиблого військового.